# Ithyphallic
Ithyphallic är det femte studioalbumet av det amerikanska technical death metal-bandet Nile, släpptes 17 juli 2007 av skivbolaget Nuclear Blast Records.
Under juni och juli höll Nuclear Blast Records en tävling i vilken fans kunde vinna rätten att förhandslyssna på Ithyphallic. Tävlingen gick ut på att dechiffrera ett meddelande skrivet med hieroglyfer, vinnarna fick tillgång till en webbsida där albumet kunde avlyssnas gratis. Tävlingen avslutades 7 juli och svaret till dechiffreringen avslöjades: papyrus.
Omslagsbilden på albumet visar en staty av fertilitets-guden "Min", som uppfördes av egyptiska slavar.

## Låtlista
1. "What Can Be Safely Written" – 8:15
2. "As He Creates So He Destroys" – 4:36
3. "Ithyphallic" – 4:40
4. "Papyrus Containing the Spell to Preserve Its Possessor Against Attacks from He Who Is in the Water" – 2:56
5. "Eat of the Dead" – 6:29
6. "Laying Fire upon Apep" – 3:29
7. "The Essential Salts" – 3:51
8. "The Infinity of Stone" (instrumental) – 2:04
9. "The Language of the Shadows" – 3:30
10. "Even the Gods Must Die" – 10:01

Bonusspår på digipak-utgåvan
1. "As He Creates So He Destroys" (instrumental) – 4:50
2. "Papyrus Containing the Spell to Preserve Its Possessor Against Attacks From He Who Is in the Water" (instrumental) – 2:56

## Medverkande
Musiker (Nile-medlemmar)
- Karl Sanders – gitarr, sång, bağlama saz
- Dallas Toler-Wade – gitarr, basgitarr, sång
- George Kollias – trummor, slagverk

Bidragande musiker
- Chris Lollis – sång, basgitarr

Produktion
- Neil Kernon – producent, ljudtekniker, ljudmix
- Bob Moore – ljudtekniker
- Davide Nadalin – omslagsdesign, omslagskonst

## Listnoteringar
| År   | Lista    | Notering |
| ---- | -------- | -------- |
| 2007 | Finland  | #13      |
| 2007 | Tyskland | #76      |
| 2007 | USA      | #162     |